# Вија Пјана (Кунео)
Вија Пјана (итал. Via Piana) је насеље у Италији у округу Кунео, региону Пијемонт.
Према процени из 2011. у насељу је живело 57 становника. Насеље се налази на надморској висини од 257 м.